# Hermann Huber (Spieleautor)
Hermann Huber (* 1953 in Linz) ist ein österreichischer Spieleautor.

## Leben
Nach der Matura in Linz und dem Studium der Versicherungsmathematik in Wien war er bis zum Jahr 2015 in einem österreichischen Bundesministerium berufstätig. In den Jahren 1993 bis 2008 veröffentlichte er 15 Brett- und Kartenspiele. Hermann Huber ist verheiratet, hat zwei Kinder und lebt in Wien.

## Veröffentlichte Spiele
- 1993: Die Teppichhändler (Piatnik)
- 1993: Die Sonnenpyramide (Piatnik)
- 1994: Im Rampenlicht (Piatnik)
- 1994: Sambesi (Haba)
- 1996: Das Kofferkarussell (Piatnik)
- 1996: Ab die Post! (Goldsieber), zusammen mit Helga Huber
- 1996: Der gute Hirte (Hänssler), zusammen mit Helga Huber
- 1997: Boat Race (Piatnik)
- 1997: Susi Spinne (Haba), zusammen mit Helga Huber
- 1999: Refugium (Piatnik)
- 1999: Elchfest (Kosmos)
- 2001: Cortez (Piatnik)
- 2005: Papa Klapper (Piatnik)
- 2008: Paulus (Uljö), zusammen mit Helga Huber
- 2008: Herkules Ameise (Haba), zusammen mit Michael Huber

## Auszeichnungen
- Deutscher Spielepreis 1996 - 9. Platz: Ab die Post!
- Spiel des Jahres – Auswahlliste 1996: Ab die Post!